# 植山周一郎

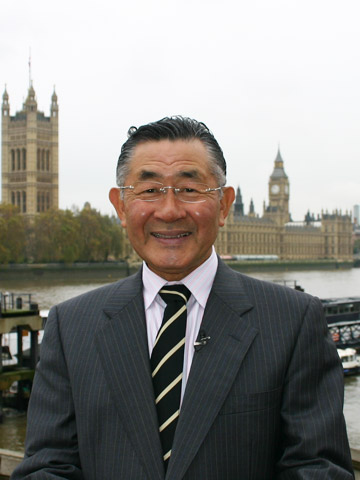
ロンドンでサッチャー元英国首相とジェフリーアーチャー卿をテレビインタビューした。

植山 周一郎（うえやま しゅういちろう、1945年3月15日 - ）は、日本の経営コンサルタント。ヴァージン・グループ顧問を歴任。マーガレット・サッチャーとのインタビユーを実現した個人として有名で、その後、1991年から2000年までマーガレット・サッチャー日本代理人を務めた。株式会社植山事務所代表取締役社長、一橋大学、元非常勤講師。東洋大学、元客員教授。

## 人物・経歴
静岡県富士宮市で本州製紙社員の家に生まれる。AFSでアメリカ合衆国イリノイ州サンドウィッチに留学後、東京都立西高等学校を経て、一橋大学商学部卒業。一橋大在学中に1年休学し西ドイツで出版社に勤務。その後、1987年にスタンフォード大学経営大学院S.E.P.修了。
イギリスソニー販売部長、ソニー本社宣伝部次長を経て、1981年に35歳で独立して株式会社植山事務所代表取締役社長に就任し、現在に至る。主な国際的コンサルティングの実績として、1987年に世界最大の広告代理店BBDOの社長付特別顧問として、日本の大手広告代理店ADKとの資本提携、2000年に英国ヴァージングループと丸井との合弁会社ヴァージンメガストア・ジャパンを設立、2015年英国クリスティーズでのジェフリーアーチャー卿主催チャリティーオークションへの協賛などがある。
また、マーガレットサッチャー元英国首相の日本代表として、1991年から2000年まで毎年彼女の日本への招聘、講演、チャリティーイベント企画・実施した。この貢献が評価され、2013年4月17日にロンドンのセントポール大聖堂で行われたサッチャー女史葬儀に唯一の日本人夫妻として招待された。
1988年、テレビ東京の経済番組『ハローVIP』司会者としてドナルド・トランプやヴァージングループのリチャード・ブランソン会長、ジャンポール・カミュ会長をはじめとする世界の著名人50人に英語、フランス語などで直接インタビューを行った。現在、藤井電工株式会社、フォーサイス総合法律事務所などで、グローバル人材研修と海外進出・提携などを手掛けている。最近ではロータリー俱楽部での卓話を依頼され、国際政治・経済・日米関係などについて講演している。
2020年まで母校の一橋大学で非常勤講師（グローバルビジネス論）を務め、パーソナル・ブランディング、日米経営比較を英語で講義を毎週行ない、世界を舞台に活躍したい日本人学生と外国からの留学生たちの教育・人生指導にも熱心に取り組んだ。

## 著作

### 著書
- 『サンドイッチ・ハイスクール』学習研究社 (1966)
- 『女王陛下が微笑むまで―英国ソニーのマーケティング最前線』グロビュー社 (1984/05)
- 『謀略(ザ・コンスピラシー)―盗まれたビデオディスク』勁文社 (1985/05)
- 『パリティの時代―ヒット商品の秘密』集英社 (1985/11)
- 『ソニー海外ビジネス最前線』講談社文庫 (1986/04)
- 『海外ビジネス実戦学』講談社 (1987/06)
- 『経済大国日本の懲りないビンボー人たち』TBSブリタニカ (1987/12)
- 『会社を頼るな自分を頼れ―逞しく爽快なT型人間になる法』ダイヤモンド社 (1987/02)
- 『H型人間輝く―まず自分がいて、それから社会だ!』ビジネス・アスキー (1990/06)
- 『パストラル』角川文庫 (1991/08)
- 『サラリーマン金太郎勝利学』集英社インターナショナル (2002/12)
- 『世界の一流から学んだ仕事の品格 ~次のステージに行くために必要なこと』クロスメディア・パブリッシング (2014/3/12)
- 『世界とつきあう心得 海外旅行からビジネスまで』CCCメディアハウス (2014/3/13)
- 『ビジネスで世界を相手にする人の英語 ネイティブの使うこなれたフレーズと相手・状況に応じた使い分け表現』（共著、クロスメディア・ランゲージ) (2015/10/14)
- 『予言。ドナルド・トランプ大統領で日米関係はこうなる』[SDP] (2016/12/29)
- 『世界のセレブとの対話集』（英語版）Amazon (2024/5/11)
- 『世界のセレブとの対話集（第二部）』（英語版) Amazon(2024/6/4)
- 『恋とグローバルビジネスと狐たち』(日英バイリンガル) Amazon(2024/6/12)
- 『シリコンバレー物語』小説　(日英バイリンガル) Amazon(2024/6/21)
- 『ロンドンの豪華再開発計画』小説　(日英バイリンガル) Amazon(2024/6/30)
- 『円安だ、日本を買い占めろ！』小説　(日英バイリンガル) Amazon(2024/7/7)
- 『世界での素敵な旅路と出会い』(日英バイリンガル) Amazon(2024/7/29)
- 『あなたもジャパニーズを卒業・グローバルに変身できる！』(日英バイリンガル) Amazon(2024/8/30)
- 『実録：医療ミスと責任問題ー２つの病院の実態』(日英バイリンガル)Amazon(2025/3/7)

### 主な訳書
- マーク・マコーマック『マコーマックのマンビジネス―ハーバードでは教えてくれない経営177則』集英社（深田祐介と共訳、1985/02）
- ジェイムズ・アベグレン,ジョージ,Jr. ストーク『カイシャ―次代を創るダイナミズム』講談社 (1986/06)
- ジェローム・トッチリー『交渉の達人 トランプ―若きアメリカ不動産王の構想と決断』ダイヤモンド社 (1988/07)
- マーク・マコーマック『弁護士社会アメリカの内幕―サクセス・ネゴシエイターはいかにして生まれるか』ダイヤモンド社 (1989/09)
- マーク・マコーマック『マンビジネス―むしろ日本的センスが成功を呼んだアメリカ最前線ビジネスの内幕』集英社文庫（深田祐介と共訳、1989/12）
- ジェイムズ・アベグレン,ジョージ,Jr. ストーク『カイシャ』講談社文庫 (1990/08)
- ジョン・オドンネル『経営者失格―トランプ帝国はなぜ崩壊したのか』飛鳥新社 (1992/06)
- クリストファー・ウッド『バブル・エコノミー 日本経済・衰退か再生か』共同通信社 (1992/09)
- マーク・マコーマック『エグゼクティブ海外出張マニュアル』 幻冬舎 (1994/12)
- リチャード・ブランソン『ヴァージン―僕は世界を変えていく』 阪急コミュニケーションズ (増補版2003/4/1)
- ジャック・キャンフィールド『絶対に成功を呼ぶ25の法則 THE SUCCESS PRINCIPLES』 小学館 (2006/3/31)
- リチャード・ブランソン『ヴァージン流-世界を変える非常識な仕事術 』エクスナレッジ (2009/5/27)
- ジョン・オドンネル『D・トランプ 破廉恥な履歴書』飛鳥新社(2016/4/9)

### 主なテレビ出演
- テレビ東京番組「ハローVIP」（企画・出演交渉・司会・字幕翻訳）
- 日経CNBC「VIP on Stage!」（企画・司会）、「VIPグリーンサロン」（企画・司会）
- スカパー!「リーダーズ」（企画・司会）
- テレビ東京特別番組「英国流クォリティオブライフ探訪」（企画・出演交渉・字幕翻訳・司会）
- テレビ東京特別番組「サッチャー元首相インタビューと香港返還」（企画・出演交渉・字幕翻訳・司会）